# Troisième bataille de Panipat
Pour les articles homonymes, voir Bataille de Panipat.
Empire marathe contre l'Empire afghan
La troisième bataille de Panipat a eu lieu le 14 janvier 1761 à Panipat (État d’Haryana, Inde), située 98 km au nord de Delhi. La bataille opposa les forces expéditionnaires des Marathes, soutenues par les Français, à la cavalerie légère des Afghans, dirigée par l'empereur Ahmad Shâh Durrani, et se termina par la défaite de l'armée marathe.

## Contexte

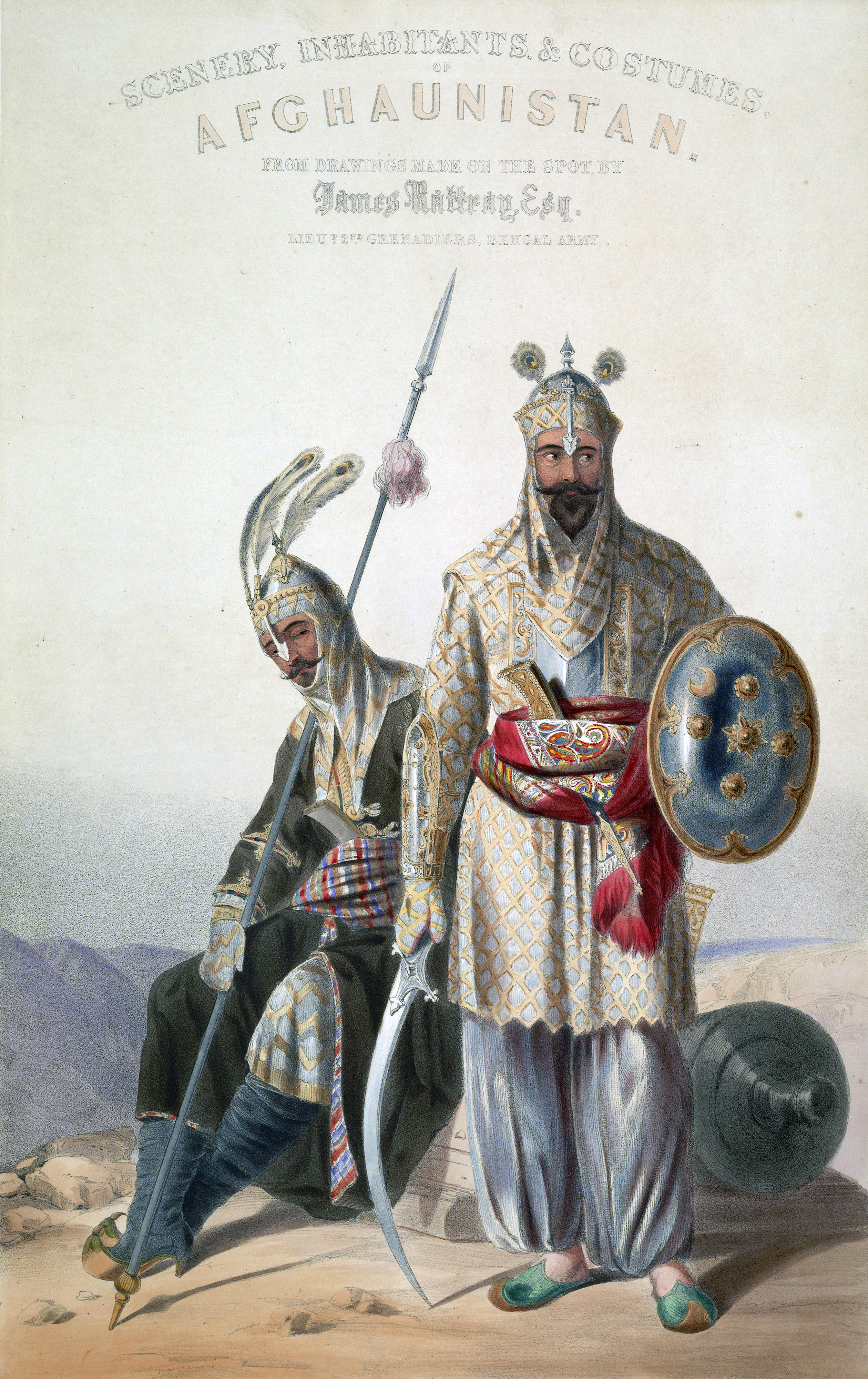
Nobles de l'Empire afghan.

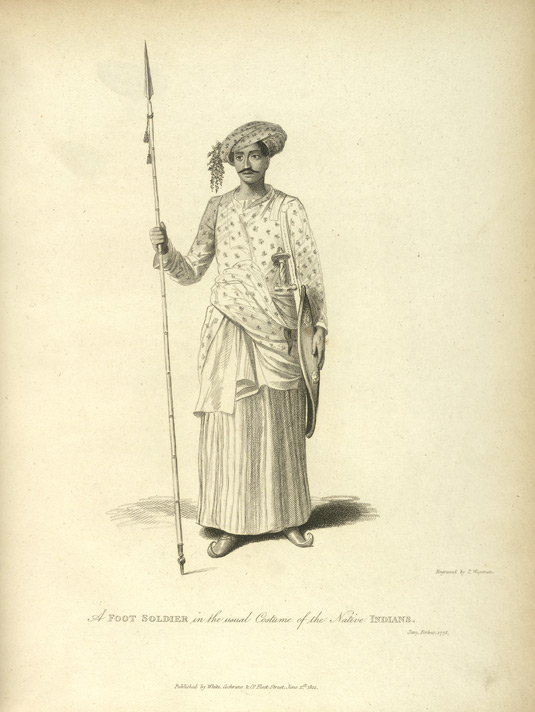
Soldat marathe.

Le déclin de l’Empire moghol amorcé à la fin du règne d'Aurangzeb, permit l’essor du territoire de la confédération des Marathes dans le Dekkan. Les velléités d'expansion vers le nord de l'Empire marathe préoccupèrent un certain nombre de leurs voisins, parmi lesquels le premier empereur d’Afghanistan, Ahmad Shah Durrani. En 1758, les Marathes s'emparèrent de Lahore et en chassèrent Timour Shah Durrani, fils d'Ahmad Shah. En 1759, ce dernier leva une armée parmi les tribus pachtounes et baloutches. Les Marathes, commandés par Sadashivrao Bhau (en) et le peshwâ Bâlâjî Râo, rassemblèrent en réponse une armée de 100 000 hommes, qui leur permit de marcher sur Delhi, la capitale moghole. Une série d’escarmouches se succédèrent alors le long des rives de la rivière Yamuna à Karnal et Kunjpura (en) (29° 42′ 57″ N, 77° 04′ 49″ E) et donnèrent lieu à un siège de deux mois mené par l'empereur afghan contre les Marathes.

## Déroulement de la bataille
Le site précis de la bataille demeure controversé chez les historiens. La bataille impliqua 125 000 hommes durant plusieurs jours. Le nombre des pertes de chaque côté, compris entre 40 000 et 60 000, et plus encore le nombre de blessés et de capturés, sont aussi incertains. L’armée de Durrani, victorieuse, fit exécuter bon nombre de généraux marathes.

## Conséquences
Cette bataille mit fin à l'avancée de l'Empire marathe et permit la brève restauration de l'Empire moghol. De façon plus indirecte, cette bataille ouvrit la voie aux Britanniques dans leur colonisation de l’Inde.